# Tepatepec
Tepatepec es la localidad cabecera del municipio de Francisco I. Madero, en el estado de Hidalgo, México.

## Toponimia
Tepatepec proviene de la lengua náhuatl y significa lugar pedregoso, de las raíces tepetl ─arcillas─ y tepetl ─pueblo de arcilla o de adobe─.

## Geografía
Se encuentra en el Valle del Mezquital; le corresponden las coordenadas geográficas 20°14′42.668″ de latitud norte y 99°5′20.017″ de longitud oeste, con una altitud de 1975 m s. n. m. Cuenta con un clima semiseco templado, con una temperatura media anual de 17 °C y una precipitación pluvial anual de 540 milímetros por año.
En cuanto a fisiografía, se encuentra dentro de la provincia de la Eje Neovolcánico dentro de la subprovincia de Llanuras y Sierras de Querétaro e Hidalgo; su terreno es de llanura. En lo que respecta a la hidrografía se encuentra posicionado en la región Panuco, dentro de la cuenca del río Moctezuma, en la subcuenca del río Actopan.

## Demografía
De acuerdo con el Censo de Población y Vivienda 2020 del INEGI; la ciudad tiene una población de 11 335 habitantes, lo que representa el 31.27 % de la población municipal. De los cuales 6012 son hombres y 6012 son mujeres; con una relación de 88.54 hombres por 100 mujeres.
Las personas que hablan alguna lengua indígena, es de 145 personas, alrededor del 1.28 % de la población de la ciudad. En la ciudad hay 73 personas que se consideran afromexicanos o afrodescendientes, alrededor del 0.64 % de la población de la ciudad.
De acuerdo con datos del censo INEGI 2020, unas 8945 declaran practicar la religión católica; unas 1218 personas declararon profesar una religión protestante o cristiano evangélico; 39 personas declararon otra religión; y unas 1129 personas que declararon no tener religión o no estar adscritas en alguna.
| Gráfica de evolución demográfica de Tepatepec entre 1921 y 2020                              |
|                                                                                              |
| Población de los censos y conteos del Instituto Nacional de Estadística y Geografía (INEGI). |

## Economía
La localidad tiene un grado de marginación bajo y un grado de rezago social  muy bajo.